# Политическая драма
Политическая драма — пьеса, телепрограмма или фильм, которая имеет политическую составляющую, будь то отражение политического мнения автора или описание политика или серию политических событий.
Драматурги, которые написали политические драмы: Аарон Соркин Роберт Пенн Уоррен, Сергей Эйзенштейн, Бертольт Брехт, Жан-Поль Сартр, Говард Брентон, Кэрил Черчилль и Федерико Гарсия Лорка.

## Театр
В истории театра существует давняя традиция спектаклей, посвященных вопросам текущих событий, особенно тем, которые имеют центральное значение для самого общества. Политическая сатира, исполненная поэтами-комиками в театрах, оказала значительное влияние на общественное мнение в афинской демократии. Эти более ранние западные драмы, вытекающие из полиса или демократического города-государства греческого общества, исполнялись в амфитеатрах, центральных аренах, используемых для театральных представлений, религиозных церемоний и политических собраний; эти драмы имели ритуальное и социальное значение, которое повысило актуальность рассматриваемых политических вопросов
По мнению некоторых ученых, Шекспир является автором политического театра, которые отмечают, что его исторические пьесы исследуют махинации личных стремлений и страстей, определяющих политическую деятельность, и что многие его трагедии, такие как «Король Лир» и «Макбет», драматизируют политическое лидерство и сложные уловки людей, движимые жаждой власти. Например, они отмечают, что классовая борьба в Римской республике занимает центральное место в «Кориолане».
Исторически в Советской России термин политический театр иногда называли театром театр-агитпроп или просто агитпроп, после советского термина агитпроп.

### Недавняя политическая драма
В последующие века политический театр иногда принимал другую форму. Иногда ассоциируясь с кабаре и народным театром, он предлагает себя как театр «из, через и для народа». В этом облике политический театр развивался в гражданском обществе при репрессивных правительствах как средство фактического подпольного общения и распространения критического мышления.
Часто политический театр использовался для продвижения конкретных политических теорий или идеалов, например, в том, как театр-агитпроп использовался для продвижения марксизма и развития коммунистических симпатий. 
Русский театр-агитпроп был известен[когда?] своими картонными персонажами совершенной добродетели и полного зла, а также грубыми насмешками.

### Марксистский театр
Но марксистский театр не всегда был таким прямой агитацией. Бертольт Брехт разработал очень сложную новую эстетику — эпический театр — для более рационального отношения к зрителю. Эстетика Брехта повлияла на политических драматургов по всему миру, особенно в Индии и Африке. Аугусто Боал превратил брехтскую форму «Лерстюке» в свой всемирно известный «Театр угнетённых», с его методами «форумного театра» и «невидимого театра», для дальнейших социальных изменений. Работа Боала в этой области способствовала появлению движения «Театр за развитие» по всему миру. 
В 1960-е годы такие драматурги, как Петер Вайс, приняли более «документальный» подход к политическому театру, следуя примеру Эрвина Пискатора в 1920-х годах. Вайс писал пьесы, основанные на исторических документах, таких как разбирательство по делу сотрудников администрации Освенцима во Франкфурте (документальный театр).

### Реализм в театре
Менее радикальные версии политического театра появились в основном современном репертуаре, такие как реалистические драмы Артура Миллера («Суровое испытание» и «Все мои сыновья»), которые исследуют поведение людей как социальных и политических животных.

### Феминистский театр
Новая форма политического театра появилась в двадцатом веке с такими феминистскими авторами, как Эльфрида Елинек или Кэрил Черчилль, которые часто используют нереалистичные методы, описанные выше. 

В 1960-х и 1970-х годах появились новые театры, занимающиеся женской проблематкой. Эти театры вышли за рамки производства феминистских пьес, но также стремились предоставить женщинам возможности и опыт работы во всех областях театрального производства, в которых до сих пор доминировали мужчины. Помимо драматурга, продюсеров и актеров, были возможности для женщин-электриков, сценографов, музыкального руководителя, режиссеров и т.д.

### Брехтский театр
Живой театр, созданный Джудит Малиной и её мужем Джулианом Беком в 1947 году, расцвет которого был в 1960-х годах, во время войны во Вьетнаме, является основным примером политически ориентированного брехтского исполнения в США. Их оригинальные адаптации произведения Кеннета Брауна «Бриг» (около 1964 года), а также спорной пьесы Джека Гелбера «Связь» и его фильма 1961 года опираются и иллюстрируют драматургию эффекта отчуждения Брехта (Verfremdungseffekt), который в некоторой степени использует большинство политических театров, заставляя зрителей взглянуть на «критический взгляд» на события, драматизируются или проецируются на экраны и основываясь на аспектах Театра жестокости, который развился на основе теории и практики французского раннего сюрреалиста и прото-абсурдиста Антонена Арто.

### Американский региональный театр
В американском региональном театре в уличных театрах происходит политически ориентированная социальная ориентация, например, в том, что производится труппой Сан-Франциско Миме и ROiL. 

Детройтский репертуарный театр был одним из тех региональных театров, которые находятся на переднем крае политической комедии, ставя такие пьесы, как «Арборофилия» Джейкоба М. Аппеля, при которой пожизненный демократ предпочитает, чтобы её дочь влюбилась в тополь вместо республиканского активиста. 

В 2014 году чикагский театр Annoyance выпустил «Good Morning Gitmo»: одноактную пьесу Мишу Хилми и Эрика Саймона, которая высмеивает тюрьму в Гуантанамо.

### Английский политический театр
Драматургия кухонной мойки — это движение, которое развивалось в конце 1950-х и начале 1960-х годов в театре, искусстве, романах, кино и телевизионных пьесах, главных героев которых обычно можно описать как «рассерженных молодых людей», которые были разочарованы в современном обществе. Он использовал стиль социального реализма, чтобы изобразить жизнь британцев рабочего класса и исследовать спорные социальные и политические вопросы, начиная от абортов и заканчивая бездомностью. Фильм «В воскресенье всегда идет дождь» (1947) является предшественником жанра, а пьеса Джона Осборна «Оглянись во гневе» (1956) является ранним примером в этом жанре.
Иракская война находится в центре внимания какой-либо недавней британской политической драмы; например, «Stuff Happens» Дэвида Хэйра. Дэвид Эдгар и Марк Равенхилл также высмеивают современные социально-политические реалии в своих недавних драматических работах.
«Banner Theatre» в Бирмингеме является примером определенного вида политического театра под названием «Документальный театр».

### Шотландский политический театр
Джон МакГрат, основатель шотландской популярной театральной компании 7:84, утверждал, что «театр никогда не может «вызывать» социальные изменения. Это может выразить давление на одного, помочь людям отпраздновать свои сильные стороны и, возможно, укрепить уверенность в себе… Прежде всего, это может быть то, как люди находят свой голос, свою солидарность и свою коллективную решимость».

## Телевидение
Телесериалы, которые были классифицированы как политические драмы: «Западное крыло», «Правительство», «Босс», «Джек и Бобби», «The Bold Ones: The Senator», «Женщина-президент», «House of Cards» (версии Великобритании и США), «Мадам госсекретарь», «Последний кандидат», «Теневые советники», «Неуправляемая», «Скандал», «Миллиарды», «Призрачная башня» и «The Mechanism»
«Хорошая жена» также можно считать политической драмой, особенно в признанной критиками во втором и в пятом сезонах. Гонки за политическую должность, включая прокурора штата, губернатора и даже президентскую гонку, входят и выходят из повествования шоу и истории его главной героини Алисии Флоррик. Тем не менее, основная профессия Алисии как судебного юриста в основном имеет приоритет в повествовании, и поэтому шоу чаще фокусируется на ее делах и связанной с ними офисной политике, что делает его в первую очередь юридической драмой.

## Кино
Были известные фильмы, которые были помечены как политические драмы, такие как «Тринадцать дней». Известной литературной политической драмой, которая позже перешла на фильм, стала «Вся королевская рать» Роберта Пенна Уоррена.